# Niedersachsen-Kaserne (Dörverden)
Die Niedersachsen-Kaserne war eine Kaserne der Bundeswehr im Dörverdener Ortsteil Barme im Landkreis Verden.

## Geschichte
Auf dem Gelände befanden sich in die 1930er Jahre landwirtschaftliche Flächen des Gutshofs Heisenhof, eigentlich Drübberanlage genannt. Von den 1930er Jahren bis zum Kriegsende war hier die Sprengstofffabrik Anlage Weser der Eibia G.m.b.H. für chemische Produkte.
Auf dem Gelände der ehemaligen Munitionsfabrik wurde 1958 eine Kaserne gebaut, in der insgesamt bis zu 4000 Soldaten stationiert waren; unter anderem das Panzergrenadierbataillon 71, das Panzerbataillon 33, das Schwere Pionierbataillon 120, das Pionierbataillon 11, die Panzerpionierkompanie 320, das Raketenartilleriebataillon 32, die Begleitbatterie 3 und das Transportbataillon 11 sowie eine 552nd U.S. Army Artillery Group des US-Heeres, welche die Kernwaffen auf der Standortmunitionsniederlage Diensthop bewachte. Der Heisenhof wurde unter anderem als Offizierskasino genutzt.
Auch das Personal der 1. und 2. Batterie Flugabwehrraketenbataillon 35, die mit Hawk-Raketen ausgestattet waren, war dort untergebracht.
Die Kaserne ist einer der Schauplätze von Sven Regeners Roman Neue Vahr Süd.

## Schließung und Nachnutzung
Der Bundeswehrstandort wurde am 30. September 2003 aufgelöst. Als Folge verlor der Ortsteil fast ein Drittel seiner Einwohner. Der Heisenhof wurde an die Wilhelm-Tietjen-Stiftung für Fertilisation veräußert. Auf einem anderen Teil des Geländes wurde im April 2010 der Wildpark Wolfcenter eröffnet.
Die Kaserne wurde in den Jahren 2012/2013 abgerissen. Ein Teil des Geländes wurde von der Firma H.F. Wiebe aufgekauft, die dort ein Anschlussgleis zum Abstellen von Fahrzeugen, insbesondere Gleisbaumaschinen, errichtete. Dazu gehört auch eine Wendeschleife für die Schienenbauzüge.